# طواف فاتينفول 2012
طواف فاتينفول 2012 هو سباق دراجات هوائية أقيم بتاريخ 19 أغسطس 2012، تكون السباق من 1 مراحل وامتدّ لمسافة 245. 9 كم بسرعة 40.61 كم/س، استغرق السباق 6 ساعة 03 دقيقة 19 ثانية.